# Flatskär (vid Åselholm, Iniö)
Flatskär är en ö i Finland. Den ligger i Skärgårdshavet och i kommunen Pargas i den ekonomiska regionen  Åboland i landskapet Egentliga Finland, i den sydvästra delen av landet. Ön ligger omkring 54 kilometer väster om Åbo och omkring 200 kilometer väster om Helsingfors.
Öns area är 12,1 hektar och dess största längd är 0,6 kilometer i sydväst-nordöstlig riktning.